# Violettnackad spindeljägare
Violettnackad spindeljägare (Kurochkinegramma hypogrammicum) är en fågel i familjen solfåglar inom ordningen tättingar.

## Utseende och läte
Violettnackad spindeljägare är en stor (12,7–15 cm), mörk och mestadels färglös solfågel. Den är karakteristiskt lilaglänsande på nacke och övergump, men det kan vara svårt att se. Olivgrön ovansida och streckad buk i kombination med en mörk och något böjd näbb skiljer den från andra spindeljägare och solfåglar i dess utbredningsområde. Liksom andra spindeljägare hörs dess ljudliga och hårda läten konstant under födosöket.

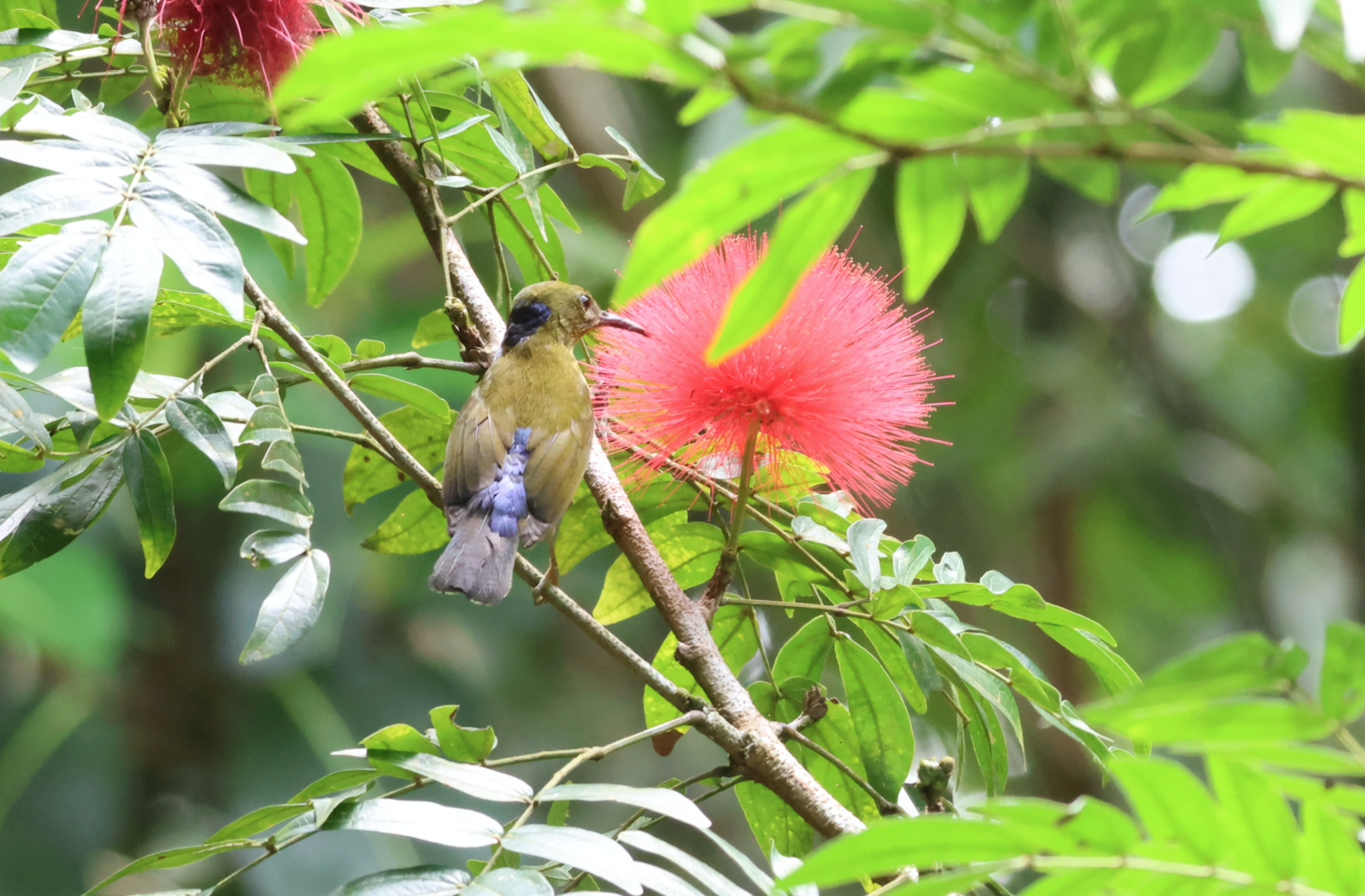

## Utbredning och systematik
Violettnackad spindeljägare förekommer i Sydostasien från södra Kina till Borneo och Sumatra. Den delas in i fem underarter med följande utbredning:
- Kurochkinegramma hypogrammicum lisettae – förekommer från södra Kina (västra Yunnan) till norra Myanmar, norra Thailand och centrala Indokina
- Kurochkinegramma hypogrammicum mariae – förekommer i Kambodja och södra Indokina
- Kurochkinegramma hypogrammicum nuchale – förekommer i södra Myanmar till södra Thailand och Malackahalvön
- Kurochkinegramma hypogrammicum hypogrammicum – förekommer i Sumatra och Borneo
- Kurochkinegramma hypogrammicum natunense – förekommer på norra Natunaöarna (Sydkinesiska havet)

### Släktestillhörighet
Tidigare placerades fågeln som ensam art i släktet Hypogramma, men DNA-studier visar att arten står nära spindeljägarna i släktet Arachnothera, varför vissa numera för den dit. Den har även tilldelats ett nytt svenskt trivialnamn från det tidigare violettnackad solfågel. De flesta auktoriteter har dock istället valt att behålla arten i ett eget släkte, dock i Kurochkinegramma som numera anses ha prioritet före Hypogramma.

## Levnadssätt
Violettnackad spindeljägare hittas i tropisk skog, plantage och trädgårdar. Födan består av insekter, spindlar, nektar, frukt och frön. Den födosöker relativt lågt, vanligen högst fem meter ovan mark.

## Status och hot
Arten har ett stort utbredningsområde, men tros minska i antal, dock inte tillräckligt kraftigt för att den ska betraktas som hotad. Internationella naturvårdsunionen IUCN listar arten som livskraftig (LC).  Populationen har inte uppskattats, men den beskrivs som ovanlig till vanligt förekommande.